# Hymenostylium subcrispulum
Hymenostylium subcrispulum är en bladmossart som beskrevs av Thériot 1926. Hymenostylium subcrispulum ingår i släktet Hymenostylium och familjen Pottiaceae. Inga underarter finns listade i Catalogue of Life.